# Skaži ej
Skaži ej (Скажи ей) è un film del 2021 diretto da Aleksandr Moločnikov.

## Trama
Una donna parte con suo figlio in America lasciando il marito, il quale non può immaginare la vita senza suo figlio.